# 柳渾
柳 渾（りゅう こん、715年 - 789年）は、唐代の官僚・政治家。もとの名は載。字は夷曠、またの字は惟深。本貫は襄州襄陽県。

## 経歴
渤海県丞の柳慶休（柳惔の子の柳映の玄孫）の子として生まれた。柳載は若くして父を失い、学問に志して清貧に暮らした。天宝初年、進士に及第し、単父県尉に任じられた。至徳年間、江西採訪使の皇甫侁の下で判官をつとめた。衢州司馬に任じられたが、着任する前に召還されて、監察御史となった。柳載は御史の任を好まず、外任に出たいと願い出た。宰相がその才を惜しんで、柳載は推薦されて左補闕となった。翌年、殿中侍御史に封じられ、知江西租庸司事をつとめた。
大暦初年、魏少遊が江西に駐屯すると、柳載はその下で判官をつとめた。検校司封郎中に累進した。ときに開元寺の僧が仲間たちと夜間に飲酒し、酔って失火で延焼させ、その罪を口の利けない守門の奴に押しつけた。軍候は賄賂を受けて、奴が犯人であると上申し、魏少遊はこれを信じた。柳載が崔祐甫とともに奴の潔白を報告し、魏少遊は開元寺の僧を検挙した。路嗣恭が江西観察使となると、柳載はその下で江南西道都団練副使をつとめた。大暦12年（777年）、袁州刺史に任じられた。
大暦14年（779年）、崔祐甫が宰相となると、柳載は推薦されて諫議大夫・浙江東西黜陟使となった。入朝して太子右庶子から尚書右丞となった。建中4年（783年）、朱泚の乱が起こると、柳載は終南山に逃れた。朱泚は柳載を宰相として任用しようと、その子を捕らえて鞭打ち、柳載の行方を捜索した。柳載は身なりをやつして徒歩で徳宗の行在である奉天に到着した。興元元年（784年）、徳宗が梁州に避難するのに従い、左散騎常侍に転じた。柳載は柳渾と名を改めた。
貞元元年（785年）、柳渾は兵部侍郎に任じられ、宜城県伯に封じられた。貞元3年（787年）1月、同中書門下平章事（宰相）を加えられ、そのまま判門下省事をつとめた。渾瑊が唐の使節となり、吐蕃と会盟することになったが、柳渾は吐蕃を信用してはいけないと徳宗に上奏した。はたして平涼の会盟で渾瑊は吐蕃軍に襲撃された。柳渾は張延賞にねたまれて、排斥された。8月、散騎常侍に任じられ、知政事（宰相）を退任した。貞元5年（789年）2月、柳渾は病没した。享年は75。諡は貞といった。著書に文集10巻があった。

## 伝記資料
- 『旧唐書』巻125 列伝第75
- 『新唐書』巻142 列伝第67